# Sander Zwegers
Sander Pieter Zwegers {Oosterhout, 16 de abril de 1975) é um matemático neerlandês.
Fez uma conexão entre a forma de onda de Maass e a forma modular de Mock descrita por Srinivasa Ramanujan, em 2002.
É atualmente professor de teoria dos números na Universidade de Colônia.

## Obras
- Zwegers, S. P. (2001), «Mock θ-functions and real analytic modular forms», q-series with applications to combinatorics, number theory, and physics (Urbana, IL, 2000) (PDF), ISBN 978-0-8218-2746-8, Contemp. Math., 291, Providence, R.I.: American Mathematical Society, pp. 269–277, MR1874536[ligação inativa]
- Zwegers, S. P. (2002), Mock Theta Functions, ISBN 90-393-3155-3, Utrecht PhD thesis
- Zwegers, S. P. (2008), Appell–Lerch sums as mock modular forms (PDF)[ligação inativa]